# Chikodi
Chikodi (bengali: চিকোদি, kannada: ಚಿಕ್ಕೋಡಿ, marathi: चिकोडी तालुका, sanskrit: चिक्कोडी) är en ort i Indien.   Den ligger i distriktet Belgaum och delstaten Karnataka, i den sydvästra delen av landet, 1 400 km söder om huvudstaden New Delhi. Chikodi ligger 638 meter över havet och antalet invånare är 34 984.
Terrängen runt Chikodi är lite kuperad. Runt Chikodi är det tätbefolkat, med 459 invånare per kvadratkilometer. Chikodi är det största samhället i trakten. Trakten runt Chikodi består till största delen av jordbruksmark.